# Ruppichteroth
Ruppichteroth er en by i Tyskland i delstaten Nordrhein-Westfalen med cirka 10.000 indbyggere. Den ligger i kreisen Rhein-Sieg-Kreis, cirka 30 km øst for Bonn.